# Spilogona
Spilogona is een geslacht van insecten uit de familie van de echte vliegen (Muscidae), die tot de orde tweevleugeligen (Diptera) behoort.

## Soorten
- S. acrostichalis (Stein, 1916)
- S. acuticornis (Malloch, 1920)
- S. aenea Huckett, 1965
- S. aerea (Fallén, 1825)
- S. aestuarium Huckett, 1965
- S. alberta (Huckett, 1932)
- S. albinepennis Huckett, 1965
- S. albisquama (Ringdahl, 1932)
- S. almquistii (Holmgren, 1880)
- S. almqvistii (Holmgren, 1880)
- S. alpica (Zetterstedt, 1845)
- S. alticola (Malloch, 1920)
- S. anthrax (Bigot, 1885)
- S. arcticola Huckett, 1965
- S. arenosa (Ringdahl, 1918)
- S. argenticeps Malloch, 1924
- S. argentiventris (Malloch, 1920)
- S. atricans (Pandellé, 1899)
- S. atrisquamula Hennig, 1959
- S. austriaca (Ringdahl, 1948)
- S. baltica (Ringdahl, 1918)
- S. barrowensis Huckett, 1965
- S. bathurstiana Huckett, 1965
- S. bifimbriata Huckett, 1965
- S. biseriata (Stein, 1916)
- S. bisetosa (Huckett, 1932)
- S. brevicornis (Malloch, 1917)
- S. broweri Huckett, 1972
- S. brunneifrons Ringdahl, 1931
- S. brunneisquama (Zetterstedt, 1845)
- S. calcaria Huckett, 1965
- S. caliginosa (Stein, 1916)
- S. cana (Huckett, 1932)
- S. carbonella (Zetterstedt, 1845)
- S. caroli (Malloch, 1920)
- S. clarans (Huckett, 1932)
- S. coactilis Huckett, 1965
- S. comata (Huckett, 1932)
- S. compacta Huckett, 1965
- S. concolor (Stein, 1920)
- S. concomitans Huckett, 1972
- S. confluens Huckett, 1965
- S. consortis Huckett, 1965
- S. contigua Huckett, 1965
- S. contractifrons (Zetterstedt, 1838)
- S. crepusculenta (Huckett, 1932)
- S. cretans (Huckett, 1932)
- S. churchillensis Huckett, 1965
- S. deflorata (Holmgren, 1872)
- S. denigrata (Meigen, 1826)
- S. denudata (Holmgren, 1869)
- S. depressiuscula (Zetterstedt, 1838)
- S. depressula (Zetterstedt, 1845)
- S. dispar (Fallén, 1823)
- S. disparata Huckett, 1967
- S. dorsata (Zetterstedt, 1845)
- S. dorsostriata Huckett, 1965
- S. empeliogaster Huckett, 1965
- S. enallos Huckett, 1965
- S. extensa (Malloch, 1920)
- S. falleni Pont, 1984
- S. fatima (Huckett, 1932)
- S. fimbriata (Schnabl, 1915)
- S. firmidisetosa Huckett, 1965
- S. flavinervis Huckett, 1965
- S. forticula Huckett, 1965
- S. frontulenta Huckett, 1965
- S. fulvibasis Huckett, 1965
- S. genualis Huckett, 1965
- S. gibsoni (Malloch, 1920)
- S. griseola (Collin, 1930)
- S. humeralis Huckett, 1965
- S. hurdiana Huckett, 1965
- S. hypopygialis Huckett, 1965
- S. imitatrix (Malloch, 1921)
- S. incauta (Huckett, 1932)
- S. incerta Huckett, 1965
- S. infuscata Huckett, 1965
- S. instans (Huckett, 1932)
- S. karelica (Tiensuu, 1936)
- S. katahdin Huckett, 1972
- S. krogerusi (Ringdahl, 1941)
- S. kuntzei (Schnabl, 1911)
- S. lapponica (Ringdahl, 1932)
- S. latilamina (Collin, 1930)
- S. latipennis Huckett, 1965
- S. leucogaster (Zetterstedt, 1838)
- S. limnophorina (Stein, 1898)
- S. litorea (Fallén, 1823)

- S. magnipunctata (Malloch, 1919)
- S. malaisei (Ringdahl, 1920)
- S. marginifera Hennig, 1959
- S. marina (Collin, 1921)
- S. meadei (Schnabl, 1915)
- S. medialis Huckett, 1965
- S. megastoma (Boheman, 1865)
- S. melanosoma (Huckett, 1932)
- S. micans (Ringdahl, 1918)
- S. minycalyptrata Huckett, 1965
- S. monacantha (Collin, 1930)
- S. murina Huckett, 1965
- S. mydaeinaformis Huckett, 1965
- S. narina (Walker, 1849)
- S. neglecta Huckett, 1965
- S. nigerrima Huckett, 1965
- S. nigriventris (Zetterstedt, 1845)
- S. nitidicauda (Schnabl, 1911)
- S. nobilis (Stein, 1898)
- S. nordenskioldi (Holmgren, 1883)
- S. norvegica (Ringdahl, 1932)
- S. novemmaculata (Zetterstedt, 1860)
- S. nutaka Huckett, 1965
- S. obscuripennis (Stein, 1916)
- S. obsoleta (Malloch, 1920)
- S. ocularia (Villeneuve, 1922)
- S. opaca (Schnabl, 1915)
- S. pacifica (Meigen, 1826)
- S. padlei Huckett, 1965
- S. palmeni (Ringdahl, 1935)
- S. parvimaculata (Stein, 1920)
- S. perambulata Huckett, 1965
- S. placida (Huckett, 1932)
- S. princeps Huckett, 1965
- S. projecta Huckett, 1965
- S. pseudodispar (Frey, 1915)
- S. puberula (Ringdahl, 1918)
- S. pulchra (Huckett, 1932)
- S. pulvicrura (Huckett, 1932)
- S. pusilla (Huckett, 1932)
- S. pygmaea Ringdahl, 1951
- S. quinquelineata (Zetterstedt, 1838)
- S. reflecta (Huckett, 1932)
- S. robusta Huckett, 1965
- S. rufitarsis (Stein, 1920)
- S. salmita Huckett, 1965
- S. sanctipauli (Malloch, 1921)
- S. scutulata (Schnabl, 1911)
- S. sectata (Huckett, 1932)
- S. semiglobosa (Ringdahl, 1916)
- S. separata Huckett, 1965
- S. septemnotata (Zetterstedt, 1845)
- S. septentrionalis (Ringdahl, 1918)
- S. seticaudalis Huckett, 1965
- S. setigera (Stein, 1907)
- S. setilamellata (Huckett, 1932)
- S. setinervis (Huckett, 1932)
- S. setipes Huckett, 1965
- S. setulosa (Ringdahl, 1941)
- S. sjostedti (Ringdahl, 1926)
- S. solitariana (Collin, 1921)
- S. sordidipennis (Holmgren, 1883)
- S. sororcula (Zetterstedt, 1845)
- S. sospita (Huckett, 1932)
- S. spectabilis (Tiensuu, 1938)
- S. spinicostalis Huckett, 1965
- S. spininervis (Villeneuve, 1922)
- S. subnotata Huckett, 1965
- S. surda (Zetterstedt, 1845)
- S. suspecta (Malloch, 1920)
- S. tendipes (Malloch, 1920)
- S. tenuis Hennig, 1959
- S. tetrachaeta (Malloch, 1920)
- S. tornensis (Ringdahl, 1926)
- S. torreyae (Johannsen, 1916)
- S. triangulifera (Zetterstedt, 1838)
- S. trianguligera (Zetterstedt, 1838)
- S. trigonata (Zetterstedt, 1838)
- S. trigonifera (Zetterstedt, 1838)
- S. trilineata (Huckett, 1932)
- S. tundarum Huckett, 1965
- S. tundrae (Schnabl, 1915)
- S. tundrica (Schnabl, 1911)
- S. turbidipennis Huckett, 1965
- S. umbrina (Stein, 1920)
- S. varsaviensis Schnabl, 1911
- S. veterrima (Zetterstedt, 1845)
- S. zaitzevi (Schnabl, 1915)